# جولی ریدال بخ
جولی ریدال بخ (انگلیسی: Julie Rydahl Bukh؛ زادهٔ ۹ ژانویهٔ ۱۹۸۲) بازیکن فوتبال اهل دانمارک است.
از باشگاه‌هایی که در آن بازی کرده‌است می‌توان به باشگاه فوتبال وایله بلدکلوب، باشگاه فوتبال سیدنی، باشگاه فوتبال لینشوپینگ، و باشگاه فوتبال بروندبی اشاره کرد.
وی همچنین در تیم‌های ملی فوتبال Denmark women's national under-17 football team، و Denmark women's national under-17 football team، و زنان دانمارک بازی کرده‌است.